# Tamuera Ioteba Uriam
 (novembre 2010).
Si vous disposez d'ouvrages ou d'articles de référence ou si vous connaissez des sites web de qualité traitant du thème abordé ici, merci de compléter l'article en donnant les références utiles à sa vérifiabilité et en les liant à la section « Notes et références ».
Te Tamuera loteba Uriam, souvent abrégé en I.T. Uriam, membre de l'Empire britannique (1910-1988), est un musicien et un homme politique qui a composé l'hymne des Kiribati, Kunan Kiribati.